# Kia Koup
El Kia Koup es un cupé producido por el fabricante surcoreano Kia Motors desde el año 2009 es el rival en el mercado del hyundai veloster,honda civic coupe
Cilindrada : Son 3 versiones de este vehículo el primero es el EX de 1.600 cc a gasolina con 122 HP (CV) con caja de 6 velocidades a 6.300 RPM, el SX MT de 2.000cc con una potencia de 153 HP (CV) a 6.200 rpm y el automático SX con un peso de 1362kg con la misma potencia.